# Lijst van voetbalinterlands Bahama's - Grenada
Deze lijst van voetbalinterlands is een overzicht van alle officiële voetbalwedstrijden tussen de nationale teams van de Bahama's en Grenada. De landen speelden tot op heden twee keer tegen elkaar. De eerste ontmoeting, een kwalificatiewedstrijd voor het Wereldkampioenschap voetbal 2026, werd gespeeld op 4 juni 2025 in Saint George's.

## Wedstrijden
| № | Plaats         | Datum       | Competitie           | Wedstrijd          | Uitslag |
| - | -------------- | ----------- | -------------------- | ------------------ | ------- |
| 1 | Saint George's | 4 juni 2025 | WK 2026 kwalificatie | Grenada − Bahama's | 6 − 0   |

## Samenvatting
| Competitie      | Totaal gespeeld | Winst Bahama's | Gelijk | Winst Grenada | Doelsaldo Bahama's – Grenada |
| --------------- | --------------- | -------------- | ------ | ------------- | ---------------------------- |
| WK-kwalificatie | 1               | 0              | 0      | 1             | 0 − 6                        |
| Totaal          | 1               | 0              | 0      | 1             | 0 − 6                        |

BFA · A-internationals · Bondscoaches · Statistieken · Bahamaans vrouwenelftal
1970 – 1979 ·
1980 – 1989 ·
1990 – 1999 ·
2000 – 2009 ·
2010 – 2019 ·
2020 − 2029
1970 · 
1971 · 
1972 · 
1973 · 
1974 · 
1975 · 
1976 · 
1977 · 
1978 · 
1979 · 
1980 · 
1981 · 
1982 · 
1983 · 
1984 · 
1985 · 
1986 · 
1987 · 
1988 · 
1989 · 
1990 · 
1991 · 
1992 · 
1993 · 
1994 · 
1995 · 
1996 · 
1997 · 
1998 · 
1999 · 
2000 · 
2001 · 
2002 · 
2003 · 
2004 · 
2005 · 
2006 · 
2007 · 
2008 · 
2009 · 
2010 · 
2011 · 
2012 · 
2013 ·
2014 · 
2015 ·
2016 ·
2017
2018 ·
2019 ·
2020 ·
2021 ·
2022 ·
2023 ·
2024 ·
2025
Amerikaanse Maagdeneilanden ·
Anguilla ·
Antigua en Barbuda ·
Barbados ·
Belize ·
Bermuda ·
Bonaire ·
Britse Maagdeneilanden ·
Cuba ·
Dominica ·
Dominicaanse Republiek ·
Grenada ·
Guyana ·
Haïti ·
Jamaica ·
Kaaimaneilanden ·
Nederlandse Antillen ·
Nicaragua ·
Panama ·
Puerto Rico ·
Saint Kitts en Nevis ·
Saint Vincent en de Grenadines ·
Trinidad en Tobago ·
Turks- en Caicoseilanden ·
Venezuela
GFA · A-internationals · Bondscoaches · Statistieken · Grenediaans vrouwenelftal · Olympisch elftal
1978 – 1989 · 
1990 – 1999 · 
2000 – 2009 · 
2010 – 2019 ·
2020 − 2029
CGC 2009 · 
CGC 2011 ·
CGC 2021
Amerikaanse Maagdeneilanden ·
Andorra ·
Anguilla ·
Antigua en Barbuda ·
Aruba ·
Bahama's ·
Barbados ·
Belize ·
Bermuda ·
Britse Maagdeneilanden ·
Costa Rica ·
Cuba ·
Curaçao ·
Dominica ·
El Salvador ·
Gibraltar ·
Guatemala ·
Guyana ·
Haïti ·
Honduras ·
Jamaica ·
Kaaimaneilanden ·
Montserrat ·
Nederlandse Antillen ·
Noorwegen ·
Panama ·
Puerto Rico ·
Qatar ·
Rusland ·
Saint Kitts en Nevis ·
Saint Lucia ·
Saint Vincent en de Grenadines ·
Suriname ·
Taiwan ·
Trinidad en Tobago ·
Verenigde Staten